# 懷舊女郎
懷舊女郎（英語：Lady A，前称），是来自美国田纳西州纳什维尔的一支乡村音乐组合，由Dave Haywood、Charles Kelley、Hillary Scott三人组成。2006年出道。2007年与Jim Brickman合作作为特邀团队参与发行了单曲“Never Alone”。同年乐队推出了首支单曲“Love Don't Live Here” 。这首歌曲在2008年5月最热乡村歌曲排行榜上排名第三位，随后还作为乐队首张专辑“Lady Antebellum”的主打歌。这张专辑还包含他们的首支最受欢迎单曲“I Run to You”。
2008年，他们被乡村音乐协会评为最热新歌手奖。2009年又获得了乡村音乐学院奖最佳乡村乐队/组合。他们还在第51届葛莱美奖获得两项提名。2010年在第52届葛莱美奖上，凭借单曲《I Run to You》，他们获得了最佳鄉村樂團/組合獎。同年还获得了全美音乐奖最佳鄉村樂團/组合，其专辑《Need You Now》获最佳鄉村音乐专辑。在第53届葛莱美奖上，他们一举获得了6项提名，并最终获得了其中5项大奖:年度最佳唱片《Need You Now》，年度最佳歌曲《Need You Now》，最佳鄉村樂團/组合《Need You Now》，最佳鄉村歌曲《Need You Now》以及最佳鄉村专辑《Need You Now》。2012年在第54屆葛萊美獎上，他們以《Own The Night》獲得了最佳鄉村專輯獎。

## 演藝歷程
懷舊女郎於2006年在美國田納西州的納許維爾由Charles Kelley、Dave Haywood和Hillary Scott三人所組成。Hillary是鄉村歌手Linda Davis的女兒，而Charles是流行及鄉村歌手Josh Kelley的弟弟。因為家庭環境和納許維爾當地鄉村音樂產業的影響，造就了懷舊女郎的組合。Charles先前和哥哥在溫斯頓-賽倫 (北卡羅萊納州)從事建築業，後來於2005年中搬到納許維爾。為了要成為一位鄉村歌手，Kelley說服他的中學同學Dave從喬治亞州搬到納許維爾來，以便一起創作音樂。不久之後Charles在MySpace認識了Hillary，便邀請她一起加入，組成了懷舊女郎。

## 作品
专辑
- Lady Antebellum （2008）
- Need You Now （2010）
- Own The Night （2011）
- On This Winter's Night (2012)
- Golden (2013)
- 747 (2014)
- Heart Break  (2017)
- Ocean（2019）
- What A Song Can Do（2021）

EP
- iTunes Session （2010）
- A Merry Little Christmas （2010）
- What A Song Can Do (Chapter One)（2021）

最受欢迎单曲
- I Run to You （2009）
- Need You Now （2009–2010）
- American Honey (2010)
- Our Kind of Love（2010）